# Pink Floyd. Moje wspomnienia
Pink Floyd. Moje wspomnienia (tytuł oryginalny: Inside Out: A Personal History of Pink Floyd) – subiektywna książka biograficzna zespołu rockowego, napisana przez jego perkusistę Nicka Masona i opublikowana 28 października 2004. Polskie tłumaczenie (autorstwa Tomasza Szmajtera) ukazało się rok później nakładem wydawnictwa In Rock. Okładka zaprojektowana została przez słynnego grafika współpracującego z muzykami Storma Thorgersona. Mason – jedyny członek Pink Floyd, który był uczestnikiem wszystkich jego personalnych inkarnacji – opisuje w swej książce całą ponad czterdziestoletnią historię zespołu: od pierwszych scenicznych debiutów w 1965, poprzez psychodeliczne eksperymenty późnych lat 60., wielkie sukcesy najsłynniejszego składu z lat 70. i wyniszczające konflikty lat 80., aż do kilkuletniej kariery postwatersowskiego Pink Floyd z lat 90. W 2005 ukazała się uaktualniona wersja biografii, zawierająca dodatkowy rozdział o reunifikacji zespołu na koncercie Live 8 (obecny także w wydaniu polskim).
Dostępna jest także wersja dźwiękowa (trzy płyty CD) czytana przez Masona.
Książka została ponadto zaprezentowana w programie Top Gear, gdy autor w zamian za jej promocję zgodził się pożyczyć organizatorom swojego Ferrari Enzo.